# 泰莱碘泡虫
泰莱碘泡虫（学名：Myxobolus talievi）为碘泡科碘泡虫属的动物。分布于俄罗斯以及青海、武陵山地区等，营寄生生活，寄生在中、后肠壁（青海湖裸鲤）、肾（吸腹鳅）。